# Campeonato Mundial de Gimnasia Rítmica de 2025
El XLI Campeonato Mundial de Gimnasia Rítmica se celebrará en Río de Janeiro (Brasil) entre el 20 y el 24 de agosto de 2025 bajo la organización de la Federación Internacional de Gimnasia (FIG) y la Federación Brasileña de Gimnasia.

## Países participantes
| Participantes          | Países |
| ---------------------- | --- |
| Grupo + 3 individuales | Australia Bulgaria China Francia Alemania Hungría Israel Italia México Estados Unidos |
| Grupo + 2 individuales | Brasil Canadá Chipre España Finlandia Japón Kazajistán Polonia Ucrania Uzbekistán |
| Grupo + 1 individuales | Andorra Argentina Azerbaiyán Chile Colombia República Checa Estonia Kirguistán Corea del Sur Lituania Malasia Noruega Sudáfrica República de China Turquía Venezuela |
| 3 individuales         | Egipto |
| 2 individuales         | Rumania |
| 1 individual           | Angola Armenia Aruba Austria Bélgica Bolivia Costa de Marfil Cabo Verde Costa Rica Croacia Cuba El Salvador Reino Unido Georgia Guatemala Hong Kong India Laos Letonia Luxemburgo Moldavia Montenegro Namibia Países Bajos Nueva Zelanda Paraguay Perú Filipinas Portugal Puerto Rico Singapur Eslovenia San Marino Suiza Eslovaquia Suecia Siria Tailandia Túnez |

## Grupos

### Equipos
| Equipo   | Andorra (AND)                                                                                        | (ARG) | (AUS)                                                                                           | (AZE) | (BRA) | (BUL)                                                                                                |
| Miembros | Carolina De Sousa Aitana Garcia Elsa Kampfraat Astrid Rieger Carmela Tonino                          | Lara Agostina Aimeri Vicentin Lucia Arrascaeta Pilar Cattaneo Lucia Belen González Negri Camila Schaffer    | Trinity Ferrer-Bucal Millie Hintz Elizabeth Lee Brianna Parker Reina Santana Mia Strachan       | Gullu Aghalarzade Laman Alimuradova Kamilla Aliyeva Yelyzaveta Luzan Sofiya Mammadova Darya Sorokina              | Maria Eduarda Arakaki Maria Paula Caminha Mariana Vitória Gonçalves Julia Kurunczi Sofia Pereira Nicole Pircio | Danaya Atanasova Sofia Ivanova Alina Kolomiets Emilia Obretenova Rachel Stoyanov                     |
| Equipo   | (CAN)                                                                                                | (CHI) | (CHN)                                                                                           | Colombia (COL) | (CYP) | República Checa (CZE)                                                                                |
| Miembros | Jana Alemam Dina Burak Elise Ghosh Margaret Kuts Audrey Lu Elizabet Piskunov                         | Martina Espejo Antonia Gallegos Annalena Ley Isabel Lozano Josefina Romero Martina Valdes                   | Xinyi Ding Miaoting Liu Yanzhu Pu Lanjing Wang Zinyi Zhang Wanzhu Zhao                          | Karen Duarte Natalia Jimenez Laura Patiño Mariana Patiño Kizzy Rivas                                              | Aikaterini Christofi Mikaela Eleftheriou Loukia Foti Sotiroulla Marselli Kallia Sokratous                      | Anna Deimova Lucie Kudrnova Iva Nejezchlebova Adela Podlahova Sofie Ella Urbanova                    |
| Equipo   | España (ESP)                                                                                         | Estonia (EST)                                                                                               | (FIN)                                                                                           | (FRA) | (GER) | Hungría (HUN)                                                                                        |
| Miembros | Ines Bergua Andrea Corral Marina CortellesAndrea Fernández Lucía Muñoz Salma Solaun                  | Ester Kreitsman Elys Kretelle Kukk Ksenja Ozigina Johanna Simone Pertens Polina Tubaleva Valeria Valasevits | Nea Kapiainen Miisa Kurvi Lumi Maekinen Anni Olkkonen Anastasiia Polishchuk                     | Maëlys Laporte Justine Lavit Shana Loxton-Vernaton Salome Lozano Leon Naia Okasha Margaux Sol                     | Melanie Dargel Olivia Falk Anja Kosan Helena Ripken Anna-Maria Shatokhin Emilia Wickert                        | Julia Farkas Lilla Jurca Mandula Virag Meszaros Dalma Pesti Dora Szabados Monika Urban-Szabo         |
| Equipo   | (ISR)                                                                                                | (ITA) | (JPN)                                                                                           | (KAZ) | (KGZ) | (KOR)                                                                                                |
| Miembros | Maya Gamliel Agam Gev Arina Gvozdetskaia Varvara Salenkova Kristina Eilon Ternovski                  | Chiara Badii Laura Golfarelli Alexandra Naclerio Laura Paris Giulia Segatori Sofia Sicignano                | Natsumi Hanamura Rinako Inaki Hatsune Miyoshi Megumi Nishimoto Ayuka Suzuki Hisano Taguchi      | Kristina Chepulskaya Jasmine Junusbayeva Aizere Kenges Aida Khakimzhanova Madina Myrzabay Aizere Nurmagambetova   | Ariana Keliotis Saadat Kulmatova Maiia Markelova Arulana Moldobekova Ailun Suerkulova                          | Habyn Cho Jiwoo Kim Minseul Kim Jungeun Lee Suyeon Park Ekaterina Yan                                |
| Equipo   | (LTU)                                                                                                | (MAS) | (MEX)                                                                                           | (NOR) | (POL) | (RSA)                                                                                                |
| Miembros | Diana Artiomova Ugne Madzajute Roberta Ranonyte Patrycija Slotvinska Vile Sperskaite Neda Vaivadaite | Xian Yar Lim Valerie Zi Yi NG Maia Ong Xiao Han Ong Qin Nin Bernice See Victoria Tan Chloe Yap Chun Li Yap  | Dalia Alcocer Sofia Flores Julia Gutierrez Fernanda Salas Kimberly Salazar Adirem Tejeda        | Julia Soelberg Dahl Kristine Falck Esaiassen Hannah Sofie Larsen Loso Alice Madelen Otterlei Maya Stoeback-Arthur | Maria Aszklar Vesna Pietrzak Madoka Przybylska Magdalena Szewczuk Melody Wasiewicz-Hanc Julia Wojciechowska    | Nadia Bruyns Ava De Bruin Aaliyah Kuvido Jadi Malan Danni Vermaak Chloe Wolstenholme                 |
| Equipo   | (TPE)                                                                                                | Plantilla:Geodatos Turkiye (TUR)                                                                            | (UKR)                                                                                           | (USA) | (UZB) | (VEN)                                                                                                |
| Miembros | Yung-Chi Chen Yi-An Chuang Yun-Jen Huang Jie-Chi Ju Pei-Chi Lu Yu-Kuan Pan                           | Aleyna Gursoy Arina Iuniashina Kseniia Iuniashina Melek Duru Ozen Anika Rashitov Irem Sircan                | Yelyzaveta Azza Diana Baieva Valeriia Peremeta Kira Shyrykina Nadiia Yurina Oleksandra Yushchak | Goda Balsys Annabella Hantov Greta Pavilonyte Alaini Spata Kalina Trayanov Natalia Ye-Granda                      | Evelina Atalyants Adelya Fayzulina Mumtozabonu Iskhokzoda Amaliya Mamedova Irodakhon Sadikova Maftuna Zoirova  | Mariana Dona Rodriguez Maria Victoria Escobar Kaily Ramirez Gabriela Rodriguez Samantha Rojas Franco |

### All-Around
The top 8 scores in the apparatus qualifies to the group apparatus finals. 
| Posición          | País | 5 | 3 + 2 | Total |
| ----------------- | ---- | - | ----- | ----- |
| Medalla de oro    |      |   |       |       |
| Medalla de plata  |      |   |       |       |
| Medalla de bronce |      |   |       |       |
| 4                 |      |   |       |       |
| 5                 |      |   |       |       |
| 6                 |      |   |       |       |
| 7                 |      |   |       |       |
| 8                 |      |   |       |       |
| 9                 |      |   |       |       |
| 10                |      |   |       |       |
| 11                |      |   |       |       |
| 12                |      |   |       |       |
| 13                |      |   |       |       |
| 14                |      |   |       |       |
| 15                |      |   |       |       |
| 16                |      |   |       |       |
| 17                |      |   |       |       |
| 18                |      |   |       |       |
| 19                |      |   |       |       |
| 20                |      |   |       |       |
| 21                |      |   |       |       |
| 22                |      |   |       |       |
| 23                |      |   |       |       |
| 24                |      |   |       |       |
| 25                |      |   |       |       |
| 26                |      |   |       |       |
| 27                |      |   |       |       |
| 28                |      |   |       |       |
| 29                |      |   |       |       |
| 30                |      |   |       |       |
| 31                |      |   |       |       |
| 32                |      |   |       |       |
| 33                |      |   |       |       |
| 34                |      |   |       |       |
| 35                |      |   |       |       |
| 36                |      |   |       |       |

### 5 Ribbons
| Posición          | País | D Score | E Score | A Score | Pen. | Total |
| ----------------- | ---- | ------- | ------- | ------- | ---- | ----- |
| Medalla de oro    |      |         |         |         |      |       |
| Medalla de plata  |      |         |         |         |      |       |
| Medalla de bronce |      |         |         |         |      |       |
| 4                 |      |         |         |         |      |       |
| 5                 |      |         |         |         |      |       |
| 6                 |      |         |         |         |      |       |
| 7                 |      |         |         |         |      |       |
| 8                 |      |         |         |         |      |       |

### 3 Balls + 2 Hoops
| Posición          | País | D Score | E Score | A Score | Pen. | Total |
| ----------------- | ---- | ------- | ------- | ------- | ---- | ----- |
| Medalla de oro    |      |         |         |         |      |       |
| Medalla de plata  |      |         |         |         |      |       |
| Medalla de bronce |      |         |         |         |      |       |
| 4                 |      |         |         |         |      |       |
| 5                 |      |         |         |         |      |       |
| 6                 |      |         |         |         |      |       |
| 7                 |      |         |         |         |      |       |
| 8                 |      |         |         |         |      |       |